# China Open 2004 (Tennis)
Die China Open 2004 in Peking waren ein Tennisturnier für Damen der WTA Tour 2004, das vom 18. bis 26. September 2004 stattfand, sowie ein Tennisturnier für Herren der ATP Tour 2004, das vom 13. bis zum 20. September stattfand.